# Stictochironomus psammophilus
Stictochironomus psammophilus är en tvåvingeart som beskrevs av Chernovskij 1949. Stictochironomus psammophilus ingår i släktet Stictochironomus och familjen fjädermyggor. Inga underarter finns listade i Catalogue of Life.